# Phaseolus pauciflorus
Phaseolus pauciflorus là một loài thực vật có hoa trong họ Đậu. Loài này được Sessé & Moc. ex G. Don miêu tả khoa học đầu tiên năm 1832.